# Вільялуенга-де-ла-Вега
Вільялуенга-де-ла-Вега (ісп. Villaluenga de la Vega) — муніципалітет в Іспанії, у складі автономної спільноти Кастилія-і-Леон, у провінції Паленсія. Населення — 617 осіб (2010).
Муніципалітет розташований на відстані близько 250 км на північ від Мадрида, 60 км на північ від Паленсії.
На території муніципалітету розташовані такі населені пункти: (дані про населення за 2010 рік)
- Барріос-де-ла-Вега: 136 осіб
- Кінтанадьєс-де-ла-Вега: 198 осіб
- Санта-Олаха-де-ла-Вега: 89 осіб
- Вільялуенга-де-ла-Вега: 194 особи

## Демографія
Динаміка населення (INE ):